# Matic Fink
Matic Fink (* 27. Februar 1990 in Ljubljana, SFR Jugoslawien) ist ein slowenischer Fußballspieler.

## Karriere

### Verein
Fink begann seine Profikarriere 2009 beim amtierenden Slowenischen Pokalsieger und Erstligisten Interblock Ljubljana. Nachdem dieser Verein zum Saisonende den Klassenerhalt verfehlt, ging Finjk mit diesem in die Druga Slovenska Nogometna Liga, der zweithöchsten slowenischen Liga. Hier beendete er mit seinem Verein die erste Saison nach dem Abstieg, die Saison 2010/11 als Vizemeister und schaffte damit den direkten Wiederaufstieg in die Slovenska Nogometna Liga, in die höchste slowenische Liga. Fink, der in seiner ersten Saison mit nur zwei Ligaeinsätzen eher ein Reservistendasein gefristet hatte, stieg in seiner zweiten Saison bei Interblock zum Stammspieler auf.
Zur Saison 2011/12 wechselte er zum Stadt- und Erstligarivalen NK Olimpija Ljubljana. Hier schaffte er im Laufe der Saison 2013/14 den Sprung in die Stammelf, nachdem er vorher als Ersatzspieler zu sporadischen Einsätzen gekommen war. In der Saison 2015/16 wurde er mit Olimpija Slowenischer Meister.
In der Sommerpause 2016/17 unterschrieb er beim türkischen Erstligisten Çaykur Rizespor einen Vertrag bis 2019. Nachdem er mit diesem Verein zum Sommer 2017 den Klassenerhalt verfehlt hatte, verließ Fink die Türkei und wechselte zu KS Cracovia. Im Januar 2019 wechselte er zum türkischen Zweitligisten Boluspor.

### Nationalmannschaft
Fink begann seine Nationalmannschaftskarriere 2007 mit einem Einsatz für die slowenische U-17-Nationalmannschaft und durchlief bis zur U-21-Nationalmannschaft nahezu alle Jugendnationalmannschaften Sloweniens.

## Erfolge
Mit Interblock Ljubljana
- Vizemeister der Druga Slovenska Nogometna Liga: 2010/11

Mit NK Olimpija Ljubljana
- Slowenischer Meister: 2015/16
- Slowenischer Vizemeister: 2011/12, 2012/13